# William Hamilton (botánico)
William Hamilton  ( 1783 - 25 de mayo de 1856) fue un médico y botánico irlandés. Realizó identificaciones y clasificaciones de especies de América Central, que le fueron enviadas, y que plasmó en publicaciones.

## Algunas publicaciones
- Prodromus Plantarum Indiae Ocidentalis hucuque cognitarum, tam in oris Americae Meridionalis, quam in Insulis Antillicis sponte crescentium aut ibi diuturne hospitantium; nova genera et species hactenus ignotas complectens. Londres, París & Estrasburgo, Treuttel, Würtz, Richter, 1825. 8.º. Con un frontispicio litografiado, coloreado a mano. Describe 118 especies

- La abreviatura «Ham.» se emplea para indicar a William Hamilton como autoridad en la descripción y clasificación científica de los vegetales.[1]